# Condado de Tipperary
El condado de Tipperary (en irlandés: Contae Thiobraid Árann) es un condado de la República de Irlanda, en la provincia de Munster. Su punto más alto es el Cnoc Mór na nGaibhlte (918 m), en la cadena de las montañas Galtee.

## Ciudades y pueblos
- Ahenny – Áth Eine
- Ardfinnan – Ard Fhíonáin
- Ballina – Béal an Átha
- Ballingarry – Baile an Gharraí
- Ballyclerahan – Baile Uí Chléireacháin
- Ballynonty – Béal Átha Lúbaigh
- Ballyporeen – Béal Átha Póirín
- Bansha – An Bháinseach
- Birr —
- Boherlahan –
- Borrisokane – Buiríos Uí Chéin
- Borrisoleigh – Buiríos Ó Luigheach
- Cahir – An Chathair
- Cappawhite – An Cheapach na Bhfaoiteach
- Carrick-on-Suir – Carraig na Siúire
- Cashel – Caiseal
- Castleineiny – Caisleán Aoibhne
- Clogheen – Chloichín an Mhargaid
- Clonmel — Cluain Meala
- Cloughjordan – Cloch Shiurdáin
- Donaskeigh —
- Drangan – Dun Drongan
- Dolla — An Doladh
- Drom
- Dromineer – Drom Inbhir
- Donohill — Dún Eochaille
- Dualla – Dubhaille
- Dundrum – Dún Droma
- Emly – Imleach Iubhair
- Fethard
- Golden – An Gabhailín
- Gortnahoo – Gort na hUamha
- Holycross – Mainistir na Croiche
- Killenaule – Cill Náile
- Kilsheelan – Cill Siolain
- Lisronagh – Lios Ruanach

Littleton 394  
Monard 212  
Mullinahone 499  
Nenagh 8,968  
Newcastle 352  
Newport 1,995  
Newton 309  
Portroe 461  
Puckaun 250  
Reardnogy 156  
Roscrea 5,446  
Rosegreen 171  
Silvermines 310  
Templemore 1,939  
Templetuohy 282  
The Commons 150  
- Thurles — Dúrlas Éile

Tipperary 4,979  
Toomevara 280  
Twomileborris 572 